# Philinae
Philinae, potporodica kukaca kornjaša iz porodice strizibuba (Cerambycidae) ili Vesperidae koja obuhvaća 20 vrsta i samo 1 tribus s pet rodova, ili po drugim izvorima 6.

## Tribusi i rodovi
- Philiini Thomson, 1861

1. Aliturus Fairmaire, 1902
2. Doesus Pascoe, 1862
3. Heterophilus Pu, 1988
4. Mantitheus Fairmaire, 1889
5. Philus Saunders, 1853
6. Spiniphilus Lin & Bi, 2011